# SNR 0104-72.3
SNR 0104-72.3 – pozostałość po supernowej zaobserwowana w 1999 roku w Małym Obłoku Magellana. Znajduje się w odległości 190 000 lat świetlnych. SNR 0104-72.3 to pozostałość po supernowej typu Ia.
Pozostałość po supernowej SNR 0104 nie przypomina innych tego typu struktur, które podejrzewa się, że powstały w wyniku eksplozji supernowych typu Ia. Obiekty takie mają sferyczny kształt a SNR 0104 jest nieregularna. Ma ona dwie duże półkule emisyjne. Znaczna ilość żelaza w tych półkulach wskazuje, że SNR 104 zapewne powstała w wyniku eksplozji supernowej typu Ia.
Jednym z możliwych wyjaśnień nietypowego kształtu jest silnie asymetryczna eksplozja, która wytwarzyła dwa dżety żelaza. Innym wyjaśnieniem może być złożone otoczenie, w którym miał miejsce wybuch supernowej. Wtedy obserwowany kształt obiektu byłby skutkiem różnej gęstości otoczenia na północ i na południe od gwiazdy, co doprowadziło do wytworzenia ukierunkowanego wyrzutu gwiezdnych szczątków.